# Joe Willis (Fußballspieler, 1988)
Joseph „Joe“ Willis (* 10. August 1988 in St. Louis, Missouri) ist ein US-amerikanischer Fußballspieler, der meist als Torwart eingesetzt wird. Er steht derzeit bei Nashville SC unter Vertrag.

## Karriere

### Jugend und Amateurfußball
Willis spielte bereits früh in der Fußballmannschaft seiner Highschool, der Chaminade College Preparatory School. Während seiner Zeit an der University of Denver spielte er für die Denver Pioneers, die Mannschaft seiner Universität. Nachdem er dort gute Leistungen gezeigt hatte, spielte er außerdem von 2009 bis 2010 in der Premier Development League für die Real Colorado Foxes.

### Vereinskarriere
Willis wurde am 14. Januar 2011 als 14. Pick in der dritten Runde (50. insgesamt) im MLS SuperDraft 2011 von D.C. United gewählt. Am 16. März 2011 unterzeichnete er einen Profivertrag bei D.C. United, wo er sich aber nicht als Stammtorhüter etablieren konnte. Sein Profidebüt in der MLS gab er erst am 13. August 2011 im RFK Stadium beim 4:0-Sieg gegen die Vancouver Whitecaps, bei dem er sogleich als Man of the Match ausgezeichnet wurde. 2014 wurde Willis zu den Richmond Kickers in die United Soccer League ausgeliehen.
Am 8. Dezember wurde bekannt, dass Willis zusammen mit Samuel Inkoom im Tausch gegen Andrew Driver und einen Viertrundenpick im MLS SuperDraft 2016 zu Houston Dynamo transferiert wurde. Im Gegensatz zu Inkoom unterzeichnete Willis am 19. Dezember den Vertrag mit Houston.

## Erfolge

### D.C. United
- Lamar Hunt U.S. Open Cup (1): 2013